# Tecmo Super NBA Basketball
Tecmo Super NBA Basketball est un jeu vidéo de basket-ball sorti en 1992 sur Super Nintendo. Le jeu a été développé et édité par Tecmo. Il a ensuite été porté sur Mega Drive l'année suivante.